# Theodoor van Thulden
Theodoor van Thulden (* 9. August 1606  in ’s-Hertogenbosch; † 12. Juli 1669 ebenda) war ein flämischer Kupferstecher und Maler des Barock.

## Leben und Wirken
Er stammte aus ’s-Hertogenbosch und heiratete Maria van Balen, eine Tochter des Malers Hendrik van Balen und Schwester der Maler Jan van Balen (* 21. Juli 1611 in Antwerpen; † 14. März 1654) und Hendrick van Balen der Jüngere (* 1623 in Antwerpen; † 1661 in Antwerpen) war.
Er ging bei Abraham van Blijenberch (oder Blyenberch) (1575/6–1624) in die Lehre. Seit 1626 ist er als Meister in Antwerpen belegt. Seine Werke sind vom Stil Rubens’ beeinflusst. Sie befinden sich in Museen in Brüssel und Tournai.